# Kleine Sint-Jansstraat
De Kleine Sint-Jansstraat is een straat in het West-Bruggekwartier van Brugge.

## Beschrijving
De Sint-Jansstraat en het Sint-Jansplein liggen in het hart van de stad. Het hier behandelde straatje ligt er op een behoorlijke afstand van, in het West-Bruggekwartier.
In de eerste helft van de 14de eeuw heette het Rijkaart van Bellestraatje, naar een man van aanzien uit een vroegere tijd. De naam is lang in gebruik gebleven:
- 1352: in de Lane in de Riquaerds straatkin van Belle;
- 1600: aen de oostzijde van Sint-Janstraetkin, geseyd 's heer Ryckaert van Bellestraetkin;
- 1728: de Sint-Jans- ofte 's heer Yvaert Bellemstraetkin.

Ondertussen was er in de benaming het Sint-Janstraetkin bij gekomen. In de eerste kadastrale leggers van 1580 had men het over:
- Eerste ofte Oosterse Sint-Janstraetkin;
- Tweetste ofte Westerse Sint-Janstraetkin.

De oorsprong van deze namen was omdat ze door het Sint-Jansland liepen, een terrein dat al sinds de 13de eeuw toebehoorde aan het Sint-Janshospitaal.
Het Oostelijk Sint-Jansstraatje werd later de Brandstraat. Het Westelijk Sint-Jansstraatje bleef in haar naam de herinnering bewaren aan het Sint-Jansland, ook al werd het stilaan Kleine Sint-Jansstraat om het te onderscheiden van de Sint-Jansstraat bij de Sint-Walburgakerk.
De Kleine Sint-Jansstraat is een doodlopende steeg die hoort bij de Lane.